# Lekkoatletyka na Letnich Igrzyskach Olimpijskich 1908
Lekkoatletyka na Letnich Igrzyskach Olimpijskich 1908 w Londynie została rozegrana w dniach 13-25 lipca na stadionie White City Stadium. Wprowadzono również dziewięć nowych konkurencji lekkoatletycznych (sześć biegowo-chodziarskich oraz trzy konkurencje techniczne oparte na rzutach). Tabelę medalową zawodów zdominowali lekkoatleci reprezentujący Stany Zjednoczone (16 złotych medali).

## Medaliści
| Konkurencja                     |                                                                                        |                                                                                   |                                                                                  |
| Bieg na 100 m                   | Reggie Walker                                                                          | James Rector                                                                      | Bobby Kerr                                                                       |
| Bieg na 200 m                   | Bobby Kerr                                                                             | Robert Cloughen                                                                   | Nathaniel Cartmell                                                               |
| Bieg na 400 m                   | Wyndham Halswelle                                                                      | −                                                                                 | −                                                                                |
| Bieg na 800 m                   | Mel Sheppard                                                                           | Emilio Lunghi                                                                     | Hanns Braun                                                                      |
| Bieg na 1500 m                  | Mel Sheppard                                                                           | Harold A. Wilson                                                                  | Norman Hallows                                                                   |
| Bieg na 110 m przez płotki      | Forrest Smithson                                                                       | John Garrels                                                                      | Arthur Shaw                                                                      |
| Bieg na 400 m przez płotki      | Charles Bacon                                                                          | Harry Hillman                                                                     | Leonard Tremeer                                                                  |
| Bieg na 3200 m przez przeszkody | Arthur Russell                                                                         | Archie Robertson                                                                  | John Eisele                                                                      |
| Sztafeta olimpijska             | Stany Zjednoczone · William Hamilton · Nathaniel Cartmell · John Taylor · Mel Sheppard | Cesarstwo Niemieckie · Arthur Hoffmann · Hans Eicke · Otto Trieloff · Hanns Braun | Węgry · Pál Simon · Frigyes Mezei · József Nagy · Ödön Bodor · Vilmos Rácz (el.) |
| Bieg na 3 mile drużynowo        | Wielka Brytania · William Coales · Joseph Deakin · Archie Robertson                    | Stany Zjednoczone · George Bonhag · John Eisele · Herbert Trube                   | Francja · Louis Bonniot de Fleurac · Joseph Dréher · Paul Lizandier              |
| Bieg na 5 mil indywidualnie     | Emil Voigt                                                                             | Edward Owen                                                                       | John Svanberg                                                                    |
| Maraton                         | Johnny Hayes                                                                           | Charles Hefferon                                                                  | Joseph Forshaw                                                                   |
| Chód na 3500 m                  | George Larner                                                                          | Ernest Webb                                                                       | Harry Kerr                                                                       |
| Chód na 10 mil                  | George Larner                                                                          | Ernest Webb                                                                       | Edward Spencer                                                                   |
| Skok w dal                      | Frank Irons                                                                            | Daniel Kelly                                                                      | Calvin Bricker                                                                   |
| Trójskok                        | Timothy Ahearne                                                                        | Garfield MacDonald                                                                | Edvard Larsen                                                                    |
| Skok wzwyż                      | Harry Porter                                                                           | Géo André                                                                         | −                                                                                |
| Skok wzwyż                      | Harry Porter                                                                           | Cornelius Leahy                                                                   | −                                                                                |
| Skok wzwyż                      | Harry Porter                                                                           | István Somodi                                                                     | −                                                                                |
| Skok o tyczce                   | Edward Cook                                                                            | −                                                                                 | Edward Archibald                                                                 |
| Skok o tyczce                   | Edward Cook                                                                            | −                                                                                 | Clare Jacobs                                                                     |
| Skok o tyczce                   | Alfred Gilbert                                                                         | −                                                                                 |                                                                                  |
| Skok o tyczce                   | Bruno Söderström                                                                       | −                                                                                 |                                                                                  |
| Skok w dal z miejsca            | Ray Ewry                                                                               | Konstandinos Tsiklitiras                                                          | Martin Sheridan                                                                  |
| Skok wzwyż z miejsca            | Ray Ewry                                                                               | John Biller                                                                       | −                                                                                |
| Skok wzwyż z miejsca            | Ray Ewry                                                                               | Konstandinos Tsiklitiras                                                          | −                                                                                |
| Pchnięcie kulą                  | Ralph Rose                                                                             | Denis Horgan                                                                      | John Garrels                                                                     |
| Rzut dyskiem                    | Martin Sheridan                                                                        | Merritt Giffin                                                                    | Marquis Horr                                                                     |
| Rzut młotem                     | John Flanagan                                                                          | Matt McGrath                                                                      | Con Walsh                                                                        |
| Rzut oszczepem                  | Eric Lemming                                                                           | Arne Halse                                                                        | Otto Nilsson                                                                     |
| Rzut dyskiem greckim            | Martin Sheridan                                                                        | Marquis Horr                                                                      | Verner Järvinen                                                                  |
| Rzut oszczepem w stylu wolnym   | Eric Lemming                                                                           | Michalis Dorizas                                                                  | Arne Halse                                                                       |

### Tabela medalowa zawodów
| Poz. | Państwo              |    |    |    | Łącznie |
| ---- | -------------------- | -- | -- | -- | ------- |
| 1    | Stany Zjednoczone    | 16 | 10 | 8  | 34      |
| 2    | Wielka Brytania      | 7  | 7  | 3  | 17      |
| 3    | Szwecja              | 2  | 0  | 3  | 5       |
| 4    | Kanada               | 1  | 1  | 4  | 6       |
| 5    | Kolonia Przylądkowa  | 1  | 1  | 0  | 2       |
| 6    | Grecja               | 0  | 3  | 0  | 3       |
| 7    | Norwegia             | 0  | 1  | 2  | 3       |
| 8    | Francja              | 0  | 1  | 1  | 2       |
| 8    | Cesarstwo Niemieckie | 0  | 1  | 1  | 2       |
| 8    | Węgry                | 0  | 1  | 1  | 2       |
| 11   | Włochy               | 0  | 1  | 0  | 1       |
| 12   | Australazja          | 0  | 0  | 1  | 1       |
| 12   | Wlk. Ks. Finlandii   | 0  | 0  | 1  | 1       |
|      | Łącznie              | 27 | 27 | 25 | 79      |

### Nowe konkurencje
- 3200 m przez przeszkody
- Sztafeta mieszana
- Bieg na 3 mile drużynowo
- Bieg na 5 mil indywidualnie
- Chód na 3500 m
- Chód na 10 mil
- Rzut oszczepem
- Rzut dyskiem greckim
- Rzut oszczepem w stylu wolnym